# Vestingsdivisie Stettin
De Vestingsdivisie Stettin (Duits: Festungs-Division Stettin) was een Duitse infanteriedivisie tijdens de Tweede Wereldoorlog. De divisie werd opgericht op 22 maart 1945. De eenheid deed in haar bestaan dienst in en rondom Stettin. 
Op 26 april 1945 werd de divisie ontbonden.

## Bevelhebbers
- Generalmajor Rudolf Höfer (22 maart 1945 - 9 april 1945) [1]
- Generalmajor Ferdinand Brühl (19 april 1945 - 26 april 1945) [2]

## Samenstelling (medio april 1945)
- Festungs-Regiment Stettin 1
- Festungs-Regiment Stettin 2
- Festungs-Regiment Stettin 3
- Festungs-Regiment Stettin 4
- Festungs-Regiment Stettin 5
- Festungs-MG-Bataillon 85
- Festungs-MG-Bataillon Stettin A
- Festungs-Artillerie-Regiment 3132
- Festungs-Pak-Verband VIII
- Bau-Pionier-Regimentsstab 555